# Труд (Воронежская область)
Труд — посёлок в Острогожском районе Воронежской области России.
Входит в состав городского поселения Острогожск.

## География
Посёлок находится на расстоянии 13 км к северо-западу от города Острогожск, административного центра района.

### Часовой пояс
Посёлок Труд, как и вся Воронежская область, находится в часовой зоне МСК (московское время). Смещение применяемого времени относительно UTC составляет +3:00.

## История
Первоначальное название — Медвежья Поляна (первые жители столкнулись здесь с медведями). В XVIII веке на этом месте появилось несколько маленьких хуторов, которые отмечены на картах и упоминаются в документах 1780 года. После Октябрьской революции посёлок, выросший на месте старых хуторов, получил название Труд.

## Население
| 2000 | 2005 | 2010 |
| ---- | ---- | ---- |
| 118  | ↘86  | ↘61  |

## Улицы
- пер. Дружбы,
- ул. Лесная,
- ул. Молодёжная,
- ул. Школьная.